# Erythronychia aliena
Erythronychia aliena är en tvåvingeart som beskrevs av Malloch 1932. Erythronychia aliena ingår i släktet Erythronychia och familjen parasitflugor. Inga underarter finns listade i Catalogue of Life.